# Xã Gardner, Quận Buffalo, Nebraska
Xã Gardner (tiếng Anh: Gardner Township) là một xã thuộc quận Buffalo, tiểu bang Nebraska, Hoa Kỳ. Năm 2010, dân số của xã này là 104 người.